# Pedido de estado de sítio no Brasil em 1963

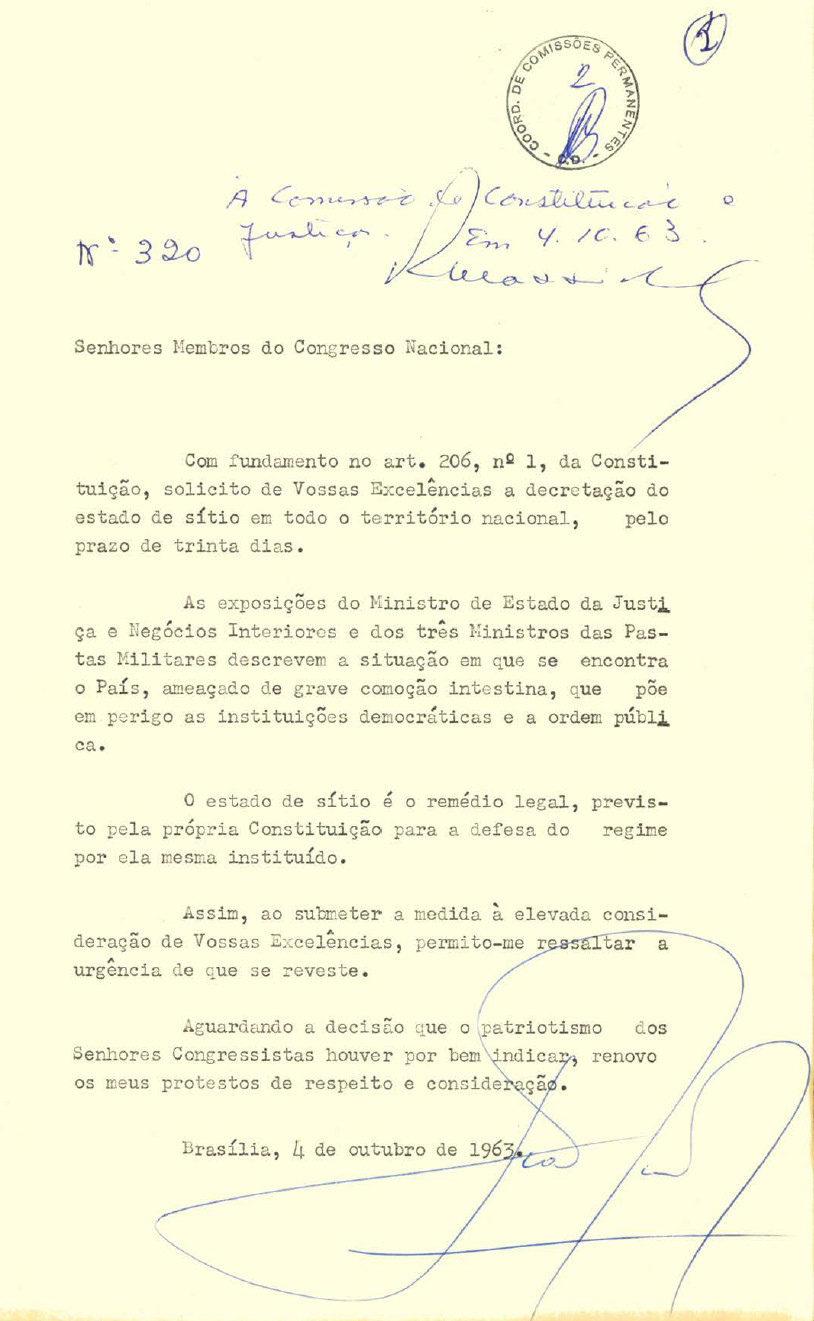
A mensagem presidencial ao Congresso

Em 4 de outubro de 1963 o Presidente do Brasil João Goulart encaminhou ao Congresso Nacional um pedido de estado de sítio por 30 dias em todo o território nacional. Citando como justificativa a crise e a ameaça de distúrbios internos, tinha como pano de fundo a resistência do Congresso em aprovar as reformas desejadas pelo Executivo, assim como a necessidade de se afirmar diante da oposição. Seu antecedente imediato foi uma entrevista de Carlos Lacerda, governador da Guanabara, ao jornal americano Los Angeles Times. Lacerda falou explicitamente da possibilidade de Goulart ser deposto pelos militares. Os ministros da Guerra, Marinha e Aeronáutica, indignados, queriam uma ação enérgica contra o governador, que era oposicionista de direita. O estado de sítio seria possivelmente acompanhado pela intervenção federal em alguns estados, e é associado a um plano militar para prender Lacerda e a uma operação em Pernambuco, governado pelo esquerdista Miguel Arraes, que foi contra a medida. A proposta foi rechaçada tanto pela direita quanto pela esquerda, que sentia que poderia também ser alvo dos poderes excepcionais. Sem apoio, o Presidente retirou a proposta no dia 7, e sua posição dentro do jogo político ficou enfraquecida. 

## Antecedentes

### Situação do país
O Plano Trienal, a resposta do governo à crise econômica existente, fracassava; a inflação era forte e o crescimento econômico desacelerava. Para Goulart, seu sucesso dependeria de medidas como a reforma agrária. Entretanto, seu governo não tinha apoio suficiente no Congresso Nacional para passá-las, criando um impasse entre os poderes Executivo e Legislativo. A cúpula militar do governo estava preocupada com a perda do monopólio de força do Exército e a arregimentação de armas ilegais pela direita.
Enquanto isso, entre os militares de baixa patente ocorriam episódios de insubordinação, notavelmente a recente Revolta dos sargentos, ocorrida em Brasília em 12 de setembro. A esquerda era a favor da causa dos sargentos, enquanto o oficialato ficou muito alarmado com a quebra da hierarquia militar. No mesmo mês, o Presidente decretou a suspensão do funcionamento do Instituto Brasileiro de Ação Democrática (IBAD), organização que apoiava candidaturas oposicionistas e abrigava parte das articulações golpistas já em curso contra o governo. Seu financiamento havia se tornado escândalo e objeto de uma Comissão Parlamentar de Inquérito (CPI). A pressão das greves era significativa, com uma transcorrendo entre os bancários naquele momento.
Carlos Lacerda, governador da Guanabara, criticava intensamente Goulart. Suas declarações eram apoiadas por Ademar de Barros, governador de São Paulo, que discursou em Guaratinguetá que o governo cairia até o fim do ano e possivelmente nem mesmo as eleições de 1965 seriam realizadas.

### Entrevista de Lacerda aoLos Angeles Times
Carlos Lacerda concedeu uma entrevista a Julian Hart, correspondente do Los Angeles Times, que a publicou nos Estados Unidos. A Tribuna da Imprensa, de posse de Hélio Fernandes, publicou-a no Brasil, inicialmente como "o texto do noticiário telegráfico chegado ontem ao Brasil", no dia 1, e no dia seguinte, a íntegra. Como avaliado, "O governador Lacerda não está dizendo nada estes dias para consumo interno. Suas palavras foram dirigidas especificamente ao povo dos Estados Unidos." Na visão do governador, "Jango não conseguirá manter-se no Poder até o final do ano em curso. Analisando a crise brasileira, Lacerda sugere ao povo norte-americano que suspenda ajuda econômica ao Brasil até que volte ritmo certo."
Lacerda criticou a "agitação trabalhista", denunciando a infiltração comunista no governo e no Comando Geral dos Trabalhadores (CGT). Negou que Goulart fosse comunista; em vez disso, ele “poderia ser chamado um homem de direita... pois o que ele é na realidade é um totalitário à moda sul-americana. Ele é um caudilho com todos os recursos dos tempos modernos. No momento, é a versão comunista que descamba para a esquerda." Assim, o Brasil estava diante de uma conjugação do caudilhismo com o comunismo. O grupo no poder pretendia sabotar a economia, deixar os trabalhadores irritados e isolar o país do mundo livre. A lei, ordem e liberdade estavam ameaçadas. Dirigindo-se aos americanos, insistiu que não fossem indiferentes a quem governava o país, pois "não interferir é uma coisa, mas outra é ignorar o que se está passando", devendo, portanto, exercer papel importante no país. Para ele, Goulart era "inepto", "favorável aos comunistas" e só estava no poder pelos militares hesitarem em depô-lo:
Lacerda afirmou que a sua informação é de que militares ainda debatem se:

"é melhor tutelá-lo, patrociná-lo, pô-lo sob controle até o fim de seu mandato (janeiro de 1966) ou alijá-lo imediatamente."

Em 30 de setembro Abelardo Jurema, ministro da Justiça, recebeu uma cópia da entrevista, que foi discutida numa reunião do gabinete de Goulart. Os reunidos conversaram também sobre as declarações do governador paulista e a greve dos bancários. Os ministros militares — general Jair Dantas Ribeiro, almirante Sílvio Mota e brigadeiro Anísio Botelho — ficaram indignados e, no mesmo dia, emitiram uma nota. Para eles, era uma injúria:

"o referido entrevistado procura apresentar nosso país como qualquer republiqueta subcolonial, mendigando esmolas, o nosso povo, um povo desfibrado, incapaz de orientar-se sem tutelas estrangeiras, entregue a um bando de saqueadores comunistas."

Mais ainda, acusaram a entrevista de ser estopim para a deflagração da desordem, e Lacerda, de integrante de uma campanha de desestabilização através do locaute e da paralisação da economia. Declararam também que o país estava ameaçado por extremismos de direita e de esquerda.
A entrevista foi escandalosa até mesmo para a União Democrática Nacional (UDN) e o empresariado conservador. A Tribuna da Imprensa considerou que as declarações de Lacerda foram intempestivas e inoportunas, mas a reação dos ministros militares seria pior ainda.

## A mensagem ao Congresso
No dia 1, a Tribuna da Imprensa noticiou que o Primeiro Exército entrava de prontidão e a cúpula do governo já discutia intervenção federal na Guanabara e São Paulo. No dia seguinte, fontes do governo vazaram a notícia da possível decretação do estado de sítio. O Correio da Manhã, no dia 3, notou que a cúpula abandonava a ideia da intervenção federal por falta de argumento jurídico e noticiou a prontidão das Forças Armadas.
Goulart chamou Leonel Brizola para conseguir seu apoio, sem, porém, deixar claro o que faria. No dia 4, enviou ao Congresso o projeto de lei nº 1.091, acompanhado da mensagem nº 320. Solicitava a decretação do estado de sítio em todo o território nacional por 30 dias. A mensagem era acompanhada de um texto de Abelardo Jurema e outro dos três ministros militares, ambos justificando a necessidade da medida diante da situação nacional. Goulart apresentou o estado de sítio como forma de resolver as greves, inflação e insubordinação militar. A mensagem do ministro Jurema descrevia o panorama de crise do país:

"As manifestações coletivas de indisciplina verificadas na Polícia Militar de alguns Estados, a sublevação de graduados e soldados da Aeronáutica e da Marinha de Guerra na própria Capital da República e mais recentemente, atos contrários à disciplina militar praticados por cabos e marinheiros na Guanabara, todos eles contidos pelo espírito inquebrantável de fidelidade à Constituição e ao principio de autoridade de nossas Forças Armadas, constituem exemplo de anormalidade da vida brasileira.
Por seu turno, as reivindicações salariais, que deveriam ser acontecimentos de rotina nas relações entre empregados e empregadores, sobretudo numa fase, como a atual, de renovação de contratos coletivos de trabalho, passaram a ser fator de agravamento da crise politico-social e servem de pretexto para as forças da reação conspirarem contra a legalidade democrática."

Segundo o governo, havia iminente comoção intestina. Assim, o instrumento recorria ao artigo 206 da Constituição de 1946 e ousadamente suspendia vários direitos e garantias individuais presentes no artigo 141, como a manifestação do pensamento, sigilo da correspondência, liberdade de reunião, liberdade de associação, fiança, habeas corpus e direito de petição.

## Motivações e interpretações do estado de sítio
Os ministros militares queriam ocupar a Guanabara e destituir, processar, julgar ou até mesmo expulsar Lacerda do país. Reunido com eles na noite do dia 3, Goulart defendeu a alternativa de declarar o estado de sítio e prender Lacerda. Além de Lacerda, Ademar de Barros também era alvo dos militares. Seu afastamento poderia ser popular, pois ele era acusado de corrupção e seu estado tinha o maior número de trabalhadores industriais, base política do Presidente.
Por fim, os ministros militares queriam intervir contra Miguel Arraes, o governador esquerdista de Pernambuco. Porém, segundo o historiador Jorge Ferreira, Goulart receava em atuar contra Arraes, que o apoiara na Campanha da Legalidade. Já Marco Antonio Villa vê numa ofensiva contra Arraes uma forma conveniente de Goulart demonstrar equilíbrio, agindo tanto contra a direita quanto contra a esquerda, e, ainda por cima, eliminando um possível rival dentro da esquerda. Elio Gaspari escreve que Goulart "No mínimo, deporia os governadores de São Paulo e da Guanabara. No máximo, deporia também o governador esquerdista Miguel Arraes, de Pernambuco".
Os militares queriam que o pedido fosse aceito rapidamente para evitar manifestações. Na reunião com seus ministros, Abelardo Jurema e Darcy Ribeiro eram da opinião que o Presidente precisaria agir rápido, entregando o estado de sítio já como fato consumado; caso contrário, fracassaria, não tendo apoio do Partido Social Democrático (PSD) e nem do Partido Trabalhista Brasileiro (PTB). Por isso, seria necessário pôr tropas nas ruas na Guanabara, São Paulo e Minas Gerais, o que levaria à aprovação do pedido em 24 horas. No dia em que a mensagem foi encaminhada ao Congresso, tanques seguiram ao Ministério da Guerra. Entretanto, a Guanabara não chegou a ser ocupada e não foi possível prender Lacerda.
Segundo Thomas Skidmore o governo de emergência poderia adquirir caráter antipartidário, baseado principalmente no apoio militar, e desmontaria a mobilização política, especialmente a da esquerda. Villa interpreta caráter golpista na manobra de Goulart, comparando-a à tentativa de golpe de Jânio Quadros e avaliando que "o regime democrático esteve ameaçado". Postula as possibilidades de ditadura ou continuísmo, com a mudança da lei para permitir a reeleição. Ele cita várias figuras de esquerda. Carlos Fico contesta essa interpretação, afirmando que o estado de sítio não permitia explicitamente intervenções nos estados e as evidências de Villa são frágeis. Compara a manobra à antecipação do referendo do presidencialismo, na qual Goulart lançou mão de pressões indevidas (militares), mas não de golpismo. Para Moniz Bandeira, tratava-se não de um golpe, mas de "uma atitude de força, sem transpor o espaço constitucional, [...] não só para a adoção de medidas de defesa como para a realização das reformas de base." Segundo ele, Goulart não seguia a ideia revolucionária de Brizola, que algumas vezes sugeriu um golpe de Estado —

"Se não dermos o golpe, eles o darão contra nós."

## Reações
A maioria dos políticos, civis e militares julgaram que a proposta era unilateral e o país não tinha distúrbio interno que justificasse o dispositivo legal do estado de sítio. Ele foi rejeitado tanto pela direita, dentro da qual estavam seus alvos imediatos, quanto pela esquerda, que temia, também, tornar-se alvo. San Tiago Dantas advertiu Goulart que os poderes de exceção poderiam ser usados contra os trabalhadores. Entre membros da Frente de Mobilização Popular (FMP) havia o receio de que a manobra poderia resultar nas prisões de Arraes, Luís Carlos Prestes e Brizola e a repressão às greves, justamente quando a greve dos bancários se alastrava. Brizola e outros líderes esquerdistas condenaram Goulart pelo pedido através da rádio Mayrink Veiga. Em uma nota, Miguel Arraes declarou que o caminho:
"não pode ser o da suspensão dos direitos e das liberdades que a Constituição assegura aos cidadãos e ao povo em geral. [...] o caminho da ilegalidade, nas circunstâncias atuais, pode levar o país a uma guerra civil, [...] possa o Congresso Nacional ser fechado, possam vir a ser fechadas as organizações como o CGT e a UNE"; "As reformas de base estão ameaçadas pelo estado de sítio."

Para o CGT,
"supressão ou restrição das liberdades democráticas não é, de forma alguma, uma maneira de dar impulso na luta do povo brasileiro, mas constitui, ao contrário, um retrocesso no nosso processo democrático."

O PTB inicialmente tinha unanimidade a favor, mas mudou de lado após a esquerda em peso mostrar-se contra. Os outros dois grandes partidos, o PSD e a UDN, também eram contra, e assim o pedido não poderia ser aprovado. Os governadores, por sua vez, não aceitariam os atos de exceção, sendo sua oposição expressa por Arraes, à esquerda, Magalhães Pinto, de Minas Gerais, ao centro, e Lacerda e Ademar de Barros, à direita. Dentro do próprio gabinete do Presidente, o ministro da Fazenda Carvalho Pinto, foi contra. A oficialidade militar não gostou da ideia do estado de sítio.
Como noticiado na Tribuna da Imprensa, o pedido repercutiu mal no meio financeiro. A Bolsa de Valores teve queda de seis pontos e o preço do dólar americano subiu em 30 cruzeiros, com grande procura e previsão de subida maior para os dias seguintes.
A imprensa como um todo foi contrária. A Tribuna da Imprensa, o Estado de Minas e a Folha de Minas foram contra o pedido. O Correio da Manhã também o julgou injustificado. Notando que o país retornava ao ponto de partida da renúncia de Jânio Quadros, caracterizou o estado de sítio como forma de impor um dispositivo de segurança militar, quando "somente um dispositivo de segurança econômica e financeira permitirá a reorganização completa da vida brasileira". A Folha de S. Paulo, também contrária, associou a situação ao Estado Novo.  Já O Globo concordou com a lógica dos ministros militares e avaliou que, como a Constituição não pode ser alterada durante o estado de sítio, ele seria uma manobra dos ministros contra a realização da reforma agrária. O Ultima Hora deu espaço aos argumentos dos militares.
Entre os poucos que aprovaram a medida estava a Resistência Nacional, uma organização de sindicalistas e profissionais liberais. Seu manifesto criticava os sindicalistas radicais e a direita golpista.

## Eventos relacionados

### Denúncia de plano militar contra Lacerda
Na madrugada do dia 4 Goulart viajava a Brasília para apresentar a proposta, enquanto Carlos Lacerda deveria visitar obras durante a manhã, começando pelo Hospital Miguel Couto às 06h00. No dia 6, O Estado de S. Paulo noticiou que no dia do pedido o Núcleo da Divisão Aeroterrestre havia preparado um atentado frustrado contra o governador da Guanabara. Segundo o relato, o comandante do Núcleo, o general Alfredo Pinheiro Soares Filho, conferenciou com o Presidente. Em seguida, acompanhado do tenente-coronel Abelardo Alvarenga Mafra, foi a seu grupo de Artilharia às 03h00 da madrugada. Solicitou a seu comandante, o tenente-coronel Francisco Boaventura Cavalcante, que deslocasse seus homens ao Hospital para atacar Lacerda, que estaria ali às 06:15. Cavalcante respondeu que só agiria com ordens escritas. O coronel Aragão, comandante do Regimento de Paraquedistas, também recusou. Por fim, conseguiu-se aproveitar a tropa da Companhia de Engenharia, mas mesmo nela haviam muitas dissensões. Mafra havia alegado que Goulart decretara o estado de sítio ad referendum do Congresso e iniciado uma intervenção militar na Guanabara. A força iniciou seu deslocamento pela avenida Niemeyer, mas foi atrasada por um acidente de trânsito, malogrando a operação. Dentro do Núcleo, os oficiais exigiram um esclarecimento, e o general Pinheiro admitiu que o ministro da Guerra havia ordenado a prisão de Lacerda. O acontecimento chegou aos ouvidos do governador.
Conforme Jorge Ferreira, o comando foi tramado "em uma misteriosa reunião noturna no Palácio Laranjeiras, [por] setores não identificados, com ordem presidencial", de forma que o país amanheceria com Lacerda preso "e o estado de sítio decretado de fato". Entretanto, sargentos de esquerda pressionaram para que a operação fosse sabotada, o que também foi feito pelos oficiais. Quando chegou ao hospital, Lacerda já estava avisado e havia fugido. Carlos Lacerda recorda que o próprio tenente-coronel Cavalcante telefonou a seu secretário de Segurança para denunciar o caso. Thomas Skidmore atribuiu o aviso aos oficiais dissidentes. Moniz Bandeira, citando depoimento do próprio Mafra, atribui esse aviso a um "major, amigo de Lacerda". Elio Gaspari atribui a operação ao dispositivo militar do governo e enfatiza o atraso causado pelas recusas dos comandantes das tropas paraquedistas em participar.
O general Pinheiro negou que o deslocamento tivesse Lacerda como alvo; "tudo não passara de “um teste de adestramento”, “um exercício”, pois “queria sentir o espírito da tropa”". A oposição clamou por uma CPI, mas o assunto acabou esquecido. Ainda em outubro, uma sindicância do Exército inocentou os acusados, concluindo que o deslocamento era de rotina. Em junho de 1964, uma investigação do Serviço Federal de Informações e Contrainformação (SFICI) sobre o ministro da Guerra de Goulart avaliou como verdadeira a operação contra Lacerda e citou um depoimento do general Pinheiro no qual atribuía a ordem ao ministro.

### Movimentação militar no Recife
"A publicidade foi tamanha em torno desse ocorrido [com Lacerda] que acabou desviando a atenção para um fato semelhante ocorrido com Miguel Arraes naquele mesmo momento". O general Justino Alves Bastos, comandante do Quarto Exército, procurou impedir um comício de trinta mil camponeses que viriam ao Recife no dia 6. Deslocou o 14º Regimento de Infantaria e o 1º Grupo do 7º Regimento de Obuses, cercando o Palácio das Princesas, sede do governo estadual. Justino foi condecorado com a Comenda do Mérito Aeronáutico no dia 23. Sua operação foi elogiada pelo ministro da Guerra e pelo Presidente.
Marco Antonio Villa associa essa operação ao discurso de Miguel Arraes contra o estado de sítio. Thomas Skidmore comenta que "os preparativos em Pernambuco foram ainda mais rudimentares do que os da Guanabara, e o complô inteiro deu em nada". Carlos Fico, que chama o caso de Lacerda de "velho caso mal contado", vê o ocorrido no Palácio das Princesas como a operação militar mais suspeita daquele momento.

## Desdobramentos
Sem apoio político ou popular, o Presidente desistiu e no dia 7 retirou a mensagem. Assim, o estado de sítio nem mesmo chegou a ser votado. Ainda havia possibilidade de articulação com o PSD, mas Goulart não queria seguir adiante sem as forças populares.
O fracasso do pedido e da manobra contra Lacerda enfraqueceram o governo. A autoridade do Presidente estava diminuída. Ficaram evidentes sua falta de apoio no Congresso e incapacidade de acionar a opção da força militar. Os participantes da conspiração que conduziria ao golpe de 1964 ficaram alarmados com a medida e aceleraram suas articulações. Sua repercussão, junto com a da Revolta dos sargentos, alimentou a crença dos oficiais golpistas de que Goulart pretendia tomar o poder, e eles receberam adesões de outros militares e de civis. Até o final de seu governo, o estado de sítio foi lembrado como ato antidemocrático.

### Citações
1. 1 2  Casela 2011, pp. 57-58.
2. 1 2  Skidmore 1982, p. 319.
3. 1 2  Delgado 2006, p. 119.
4. ↑  Ferreira 2011, p. 363.
5. 1 2 3 4  Schwarcz & Starling 2015, cap. 17.
6. ↑  Ruiz 2018, pp. 43-44.
7. ↑  Ruiz 2018, pp. 42-43.
8. ↑  Casela 2011, p. 57.
9. ↑  Alves 2008, p. 38.
10. 1 2 3 4  Bandeira 1978, p. 132.
11. 1 2 3 4 5  Skidmore 1982, p. 318.
12. ↑  Ruiz 2018, p. 44.
13. 1 2 3  Correio da Manhã, 1 de outubro de 1963.
14. 1 2 3  Delgado 2006, pp. 117-118.
15. 1 2  Tribuna da Imprensa, 1 de outubro de 1963.
16. 1 2 3  Tribuna da Imprensa, 2 de outubro de 1963.
17. 1 2 3 4  Ferreira 2011, p. 365.
18. 1 2  Ruiz 2018, pp. 44-45.
19. ↑  Ferreira 2011, pp. 365-366.
20. ↑  Ferreira 2011, p. 366.
21. 1 2  Delgado 2006, p. 118.
22. ↑  Alves 2008, p. 32.
23. ↑  Correio da Manhã, 3 de outubro de 1963.
24. ↑  Alves 2008, p. 40.
25. ↑  Casela 2011, p. 58.
26. ↑  PL 1091/1963: Dossiê digitalizado, pp. 4-13.
27. 1 2 3  Bandeira 1978, p. 131.
28. ↑  Alves 2008, pp. 33-34.
29. ↑  Alves 2008, pp. 32-33.
30. 1 2  Ferreira 2011, p. 367.
31. 1 2 3 4 5 6 7 8  Villa 2014, "O terceiro começo".
32. ↑  Ferreira 2011, pp. 367-368.
33. 1 2  Gaspari 2014, "O Exército dormiu janguista".
34. 1 2  Fico 2017, p. 10.
35. 1 2  Fico 2017, pp. 9-10.
36. ↑  Alves 2008, pp. 35-36.
37. ↑  Ruiz 2018, pp. 45-46.
38. ↑  Ferreira 2011, p. 368.
39. 1 2 3  Ferreira 2011, p. 369.
40. ↑  Skidmore 1982, pp. 318-319.
41. ↑  Casela 2011, p. 63.
42. ↑  Casela 2011, pp. 59-64.
43. ↑  Braga 2018, pp. 65-73.
44. 1 2  Ruiz 2018, p. 45.
45. ↑  Alves 2008, pp. 40-41.
46. 1 2  Correio da Manhã, 26 de outubro de 1963.
47. ↑  O Estado de S. Paulo, 6 de outubro de 1963.
48. ↑  Ferreira 2011, pp. 368-369.
49. 1 2  Alves 2008, p. 44.
50. ↑  Extrato de Prontuário de Jair Dantas Ribeiro, 1964.
51. ↑  D'Araujo, Soares & Castro 2014, p. sem número.
52. ↑  Silva 2014, pp. 275-276.
53. ↑  Skidmore 1982, p. 320.
54. ↑  Gomes & Matos 2017, p. 1772.
55. ↑  Alves 2008, p. 46.
56. ↑  Bandeira 1978, p. 133.
57. ↑  Alves 2008, pp. 47-48.
58. ↑  Alves 2008, p. 35.
59. ↑  Ruiz 2018, p. 46.
60. ↑  Casela 2011, pp. 66-67.